# Старокороткино
Старокоро́ткино (рос. Старокороткино) — село у складі Колпашевського району Томської області, Росія. Входить до складу Чажемтовського сільського поселення.

## Населення
Населення — 254 особи (2010; 333 у 2002).
Національний склад (станом на 2002 рік):
- росіяни — 68 %